# ジェネシス (探査機)
ジェネシス (Genesis) は、アメリカ航空宇宙局 (NASA) のディスカバリー計画の一環として宇宙に送られた探査機である。2年間にわたり太陽風に含まれる粒子を採取した後、地球に持ち帰った。月以遠の場所では初めて行われたサンプルリターンミッションである。

## 概要
ジェネシスはNASAジェット推進研究所 (JPL) が2億6000万ドルの予算をかけて開発した。設計、建造はロッキード・マーティン社が行った。
ラグランジュ点 (L1) で、4枚の太陽風サンプル収集アレイを展開して、2年3ヶ月間太陽風のサンプルを採取した後、地球へ帰還し、サンプル回収カプセルを突入させた。なお、衛星本体は地球を通過して太陽周回軌道へ入った。

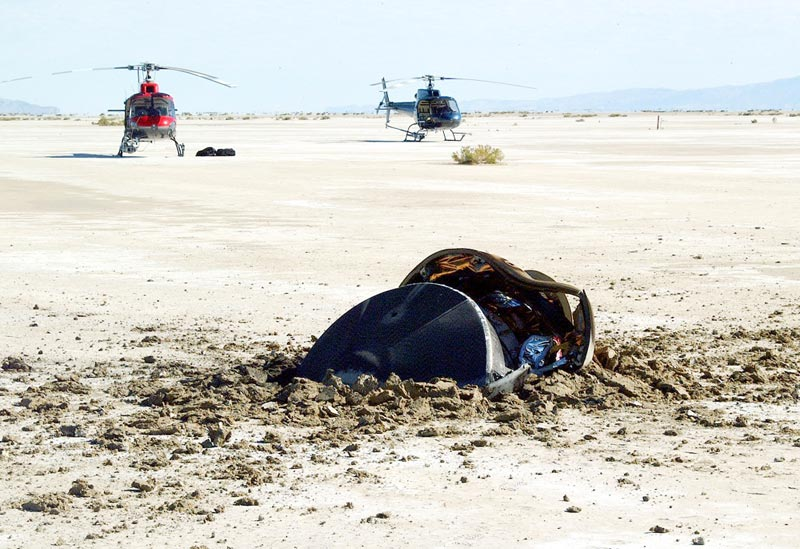
ユタ砂漠に激突した回収カプセル

計画では、回収カプセルのパラシュートが開き十分減速された後、映画などでスタント飛行を行う専門のパイロットが操縦するヘリコプターが、機体に取り付けたフックで、パラシュートを引っかけて回収するはずだったが、実際にはパラシュートが開かずに、300km/hで地面に激突した。パラシュートが開かなかった原因は、設計図のミスでパラシュート起動用の加速度センサが上下逆さまに設置されていたためであったと確認された。
その後の調査で、カプセル内の試料容器は多くが破損を免れていたことが判り、砂や埃などの汚染除去が進められ、3年後から順次成果が公開されている。落下したのが砂漠で、液状の水が無かったことが幸いした。厄介だったのはむしろ衝撃で飛び散った潤滑剤などカプセル自身の材料による汚染だったという。

## ミッションの過程
（日付は米国時間）

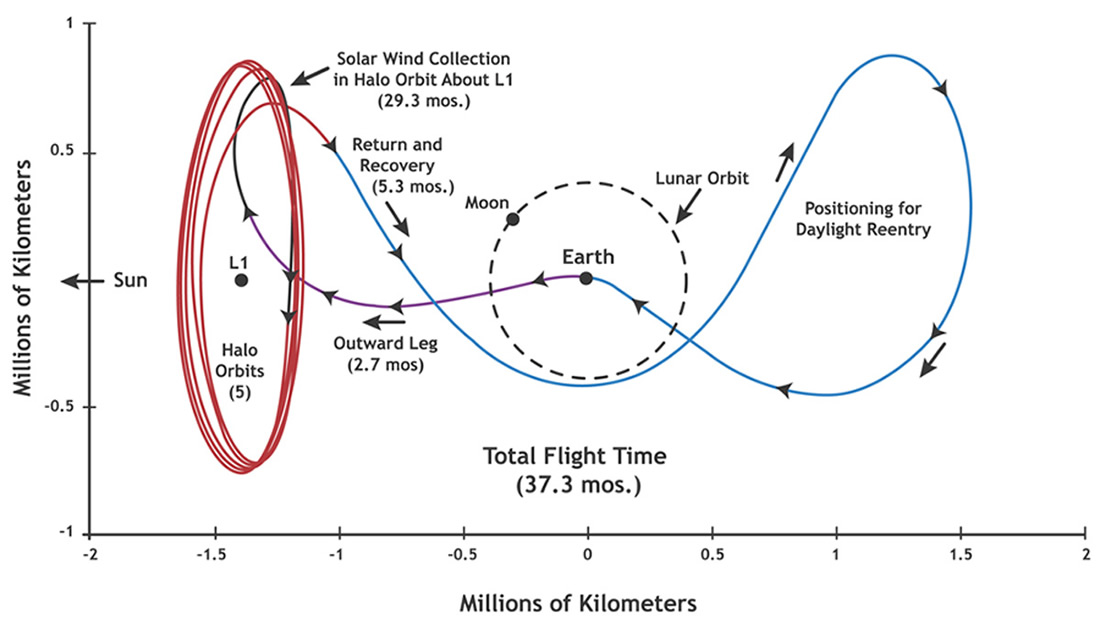
探査機の軌道

- 2001年8月8日：ケープカナベラル空軍基地からデルタIIで打ち上げ。
- 2001年12月3日：この日から2004年4月1日まで、探査機は太陽と地球の間のラグランジュ点 (L1) にとどまり、太陽風の採取を行う。
- 2004年9月8日：地球に再接近し、サンプル回収カプセルを放出（カプセルはパラシュートが開かず地面に激突）
- 2005年2月1日：L1付近の太陽周回軌道で待機状態に入る